# Gräve landskommun
Gräve landskommun var en tidigare kommun i Örebro län i Närke.

## Administrativ historik
Den bildades då 1862 års kommunalförordningar trädde i kraft, i Gräve socken i Örebro härad. 
Vid kommunreformen 1952 uppgick den i storkommunen Tysslinge landskommun. Området ingår numera i Örebro kommun.